# Il centro del mondo
Il centro del mondo è una canzone di Luciano Ligabue, pubblicata come singolo il 9 maggio 2008, ed inserita in seguito in Secondo tempo, seconda parte del greatest hits del cantautore.
È stato frequentemente trasmesso in radio, raggiungendo la posizione numero 1 dell'airplay.

## Tracce
1. Il centro del mondo
2. Il mio pensiero
3. Ho ancora la forza

## Il video
Il video de "Il centro del mondo" è stato prodotto dalla Angelfilm di Marco Salom, e diretto da Marco Salom e Cosimo Alemà. Girato a Barcellona, in mezzo ad una affollatissima strada, un ragazzo (l'attore siberiano Stanislav Jakuschevski) incontra una ragazza (la spagnola Misia Navarro) e le prende le mani, chiedendole se sa mantenere un segreto, dopo di che le chiede se vorrebbe essere da un'altra parte e la invita a chiudere gli occhi. Quando la ragazza riapre gli occhi si ritrova in un altro posto insieme al giovane. Mentre vengono mostrati i due ragazzi che continuano ad apparire in luoghi ed in tempi diversi, si alternano sequenze di Ligabue ed il suo gruppo che esegue il brano. La fotografia è stata curata da Marco Bassano ed il montaggio da Alessio Borgonuovo.
- Videoclip ufficiale, su YouTube. URL consultato il 9 gennaio 2015.

## Informazioni
- Testo e musica di Luciano Ligabue
- Produzione artistica di Corrado Rustici. Arrangiamenti: Corrado Rustici e Ligabue. Produzione esecutiva: Claudio Maioli per Zoo Aperto. Registrato e mixato da David Fraser presso i Plant Studios, Sausalito, California - Assistito da Mike Boden
- Musicisti:
  - Corrado Rustici: chitarre, tastiere, trattamenti e programming
  - Michael Urbano: Batteria
  - Sean Hurley: basso
  - Frank Martin: piano

## Classifiche
| Classifica (2008) | Posizione massima |
| ----------------- | ----------------- |
| Italia            | 3                 |

### Classifiche di fine anno
| Classifica (2008) | Posizione |
| ----------------- | --------- |
| Italia            | 34        |